# Dipodomys microps
Espèce
Statut de conservation UICN

 LC  : Préoccupation mineure
Dipodomys microps, est une espèce de Rongeurs de la famille des Heteromyidae. C'est un petit mammifère qui fait partie des rats-kangourous d'Amérique. Cet animal est endémique de l'ouest des États-Unis.
L'espèce a été décrite pour la première fois en 1904 par un zoologiste américain, Clinton Hart Merriam (1855-1942).

## Liste des sous-espèces
Selon Mammal Species of the World (version 3, 2005)  (17 nov. 2012) :
- sous-espèce Dipodomys microps alfredi
- sous-espèce Dipodomys microps aquilonius
- sous-espèce Dipodomys microps bonnevillei
- sous-espèce Dipodomys microps celsus
- sous-espèce Dipodomys microps centralis
- sous-espèce Dipodomys microps idahoensis
- sous-espèce Dipodomys microps leucotis
- sous-espèce Dipodomys microps levipes
- sous-espèce Dipodomys microps microps
- sous-espèce Dipodomys microps occidentalis
- sous-espèce Dipodomys microps preblei
- sous-espèce Dipodomys microps russeolus
- sous-espèce Dipodomys microps subtenuis

Selon Catalogue of Life (17 nov. 2012) :
- sous-espèce Dipodomys microps leucotis Goldman, 1931
- sous-espèce Dipodomys microps microps (Merriam, 1904)